# Koningsbeemd
Koningsbeemd is een buurtschap ten zuidwesten van Heerlerheide in de gemeente Heerlen in de Nederlandse provincie Limburg. De buurtschap is gelegen aan de gelijknamige straat ten oosten van de N581 in het dal van de Caumerbeek. Ten noorden van Koningsbeemd lag de mijn Oranje Nassau III, op het terrein waarvan nu een woonwijk is gebouwd.
Bij Koningsbeemd lag de vierkantshoeve 'Wijngaardshof', die oorspronkelijke 'Hof Koningsbeemd' heette. De vleugel met daarin de toegangspoort stamde uit de 16e eeuw; de oudste vermelding vond men in 1388. Op de hoeve werden onder anderen de lazarist Eugène Lebouille (1878-1957), die van 1940 tot 1943 bisschop van Yungpingfu in China was, en de Duitse priester en geschiedkundige Christiaan Quix (1773-1844) geboren. De hoeve werd in 1999 afgebroken.